# Chevrolet Monza (Ameryka Południowa)
Chevrolet Monza – samochód osobowy klasy średniej produkowany pod amerykańską marką Chevrolet w latach 1982–1996.

## Historia i opis modelu

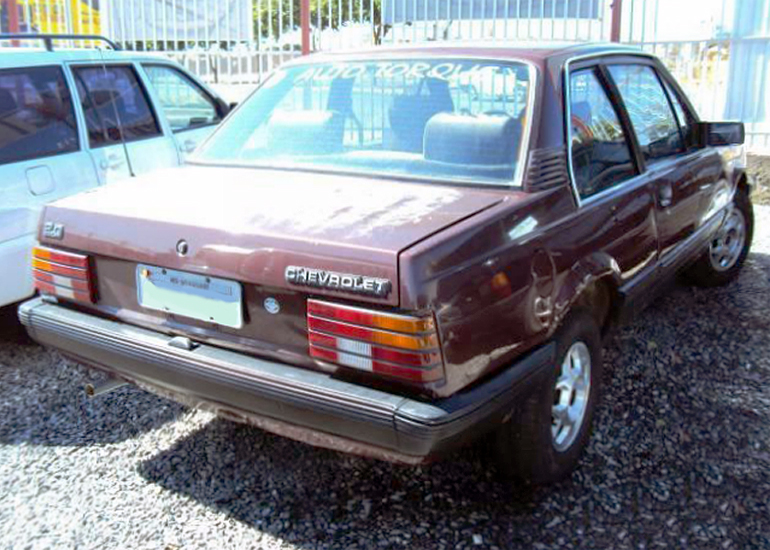
Chevrolet Monza – tył

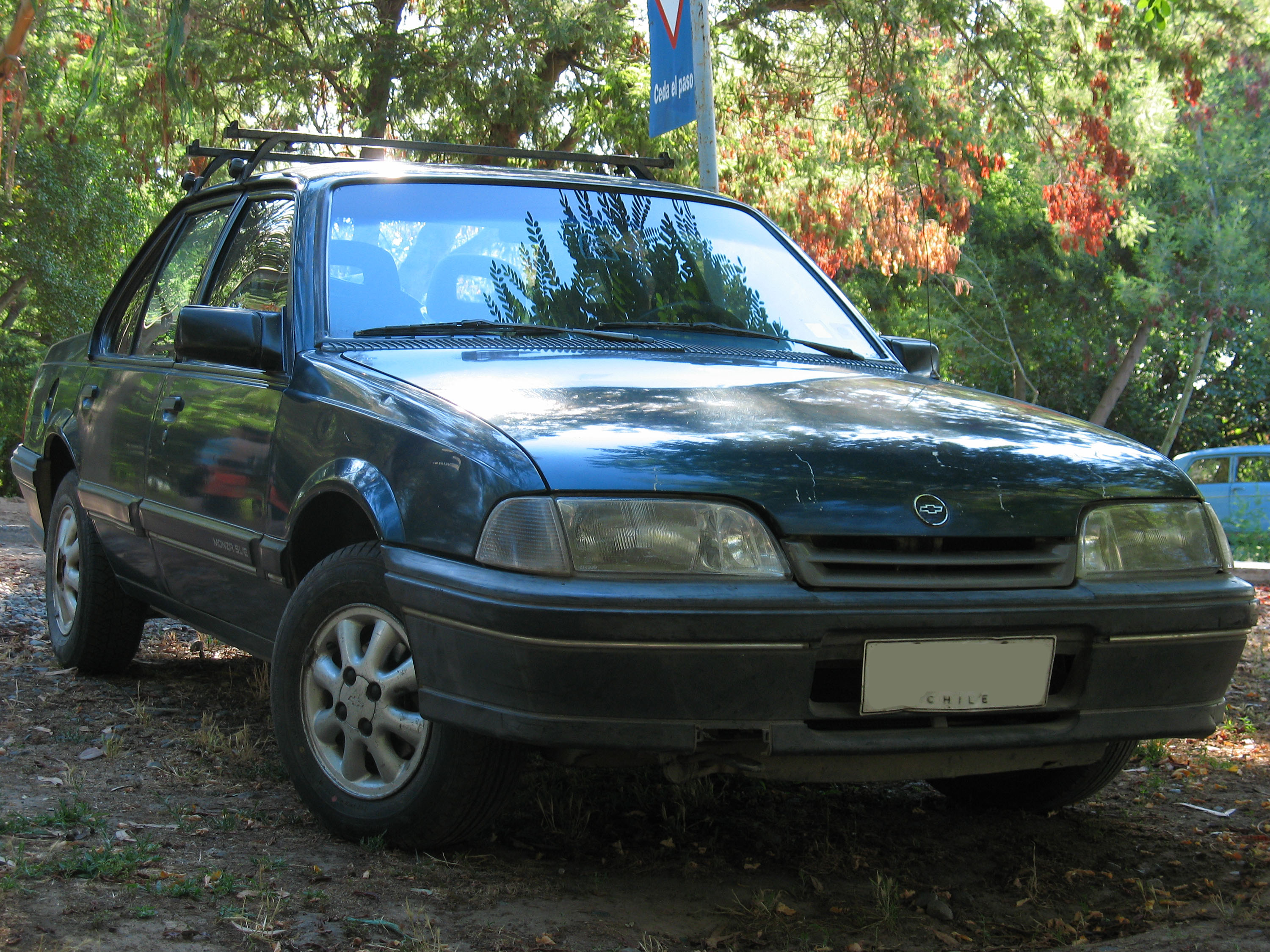
Chevrolet Monza po liftingu

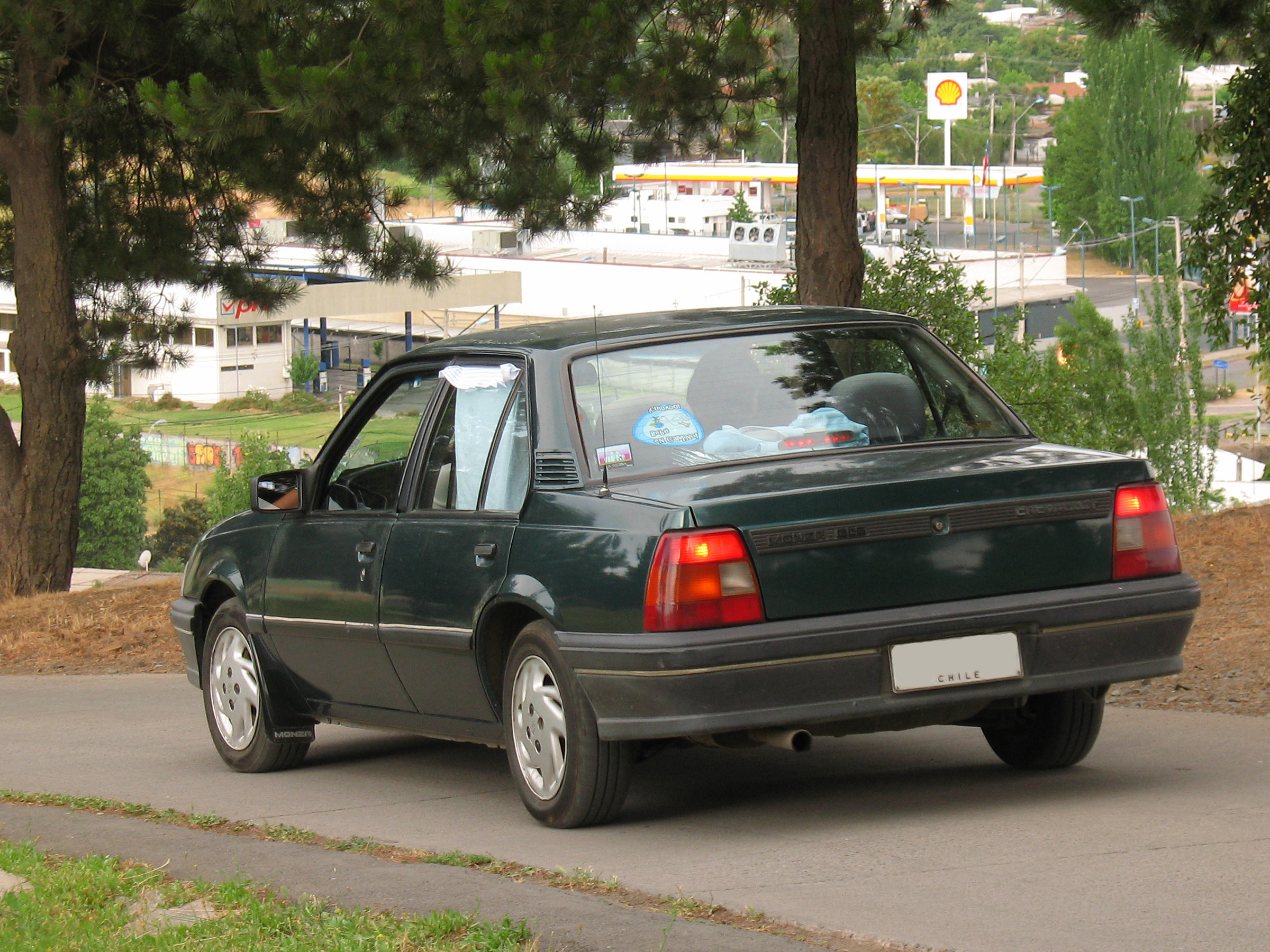
Chevrolet Monza – tył po liftingu

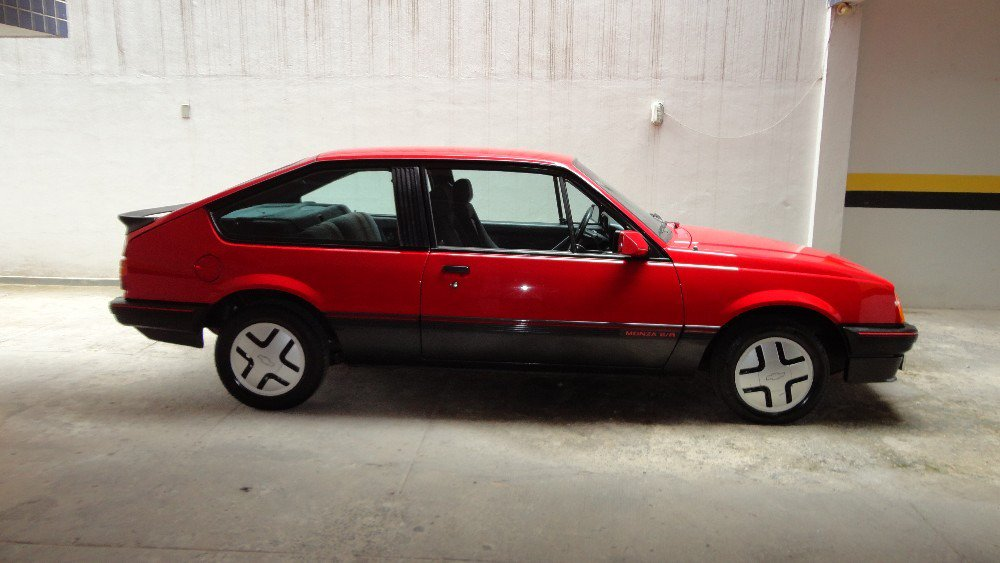
Chevrolet Monza Fastback

Niespełna rok po debiucie Opla Ascony trzeciej generacji w Europie, General Motors zdecydowało się poszerzyć zasięg rynkowy globalnych, bliźniaczych modeli opracowanych na bazie architektury J-platform także o rynki Ameryki Południowej. W ten sposób wiosną 1982 roku w Brazylii zadebiutował model Chevrolet Monza będący lokalną odmianą Ascony, odróżniając się od niej jedynie innymi oznaczeniami producenta.
W ciągu pierwszego roku produkcji brazylijski Chevrolet Monza dostępny był wyłącznie jako 3-drzwiowy fastback z charakterystycznie ściętą tylną częścią nadwozia, z kolei w 1983 roku gama została skompletowana przez trójbryowego, 2 oraz 4-drzwiowego sedana. Chevrolet rozważał wprowadzenie do gamy także 3-drzwiowego kombi z tyłem identycznym względem m.in. do takiego wariantu północnoamerykańskiego modelu Cavalier, jednak projekt nigdy nie wykroczył poza fazę prototypową.

### Lifting
Po tym, jak w 1988 roku w Europie produkcja bliźniaczego Opla Ascona zakończyła się na rzecz nowego modelu, brazylijski oddział Chevroleta kontynuował ją. Rok później, w 1989 roku Monza przeszła dedykowaną dla lokalnego rynku, gruntowną restylizację nadwozia, w ramach której zmienił się zarówno wygląd przedniej, jak i tylnej części nadwozia.
Pojawiły się większe, bardziej podłużne reflektory, mniejsza atrapa chłodnicy, a także większe, obejmującek krawędzie błotników lampy. Tablica rejestracyjna została z kolei przeniesiona na zderzak. Restylizacja objęła tylko wersję sedan, a fastbacka wycofano z oferty.
Południowoamerykański Chevrolet Monza był produkowany łącznie przez 14 lat, w 1996 roku doczekując się ostatecznie wycofania z rynku na rzecz zupełnie nowego następcy. Ponownie została nim lokalna odmiana europejskiego modelu Opla, tym razem pod nazwą Chevrolet Vectra.

### Silnik
- L4 1.6l
- L4 1.8l
- L4 2.0l